# نویبورگ ان در کامل
نویبورگ ان در کامل (به آلمانی: Neuburg an der Kammel) یک شهر در آلمان است که در گونتسبورگ واقع شده‌است.